# Rodrigueziella
Rodrigueziella là một chi thực vật có hoa trong họ, Orchidaceae.